# Chiaromonte
Chiaromonte é uma comuna italiana da região da Basilicata, província de Potenza, com cerca de 2.126 habitantes. Estende-se por uma área de 70 km², tendo uma densidade populacional de 30 hab/km². Faz fronteira com Castronuovo di Sant'Andrea, Castrovillari (CS), Episcopia, Fardella, Francavilla in Sinni, Morano Calabro (CS), Noepoli, Roccanova, San Costantino Albanese, San Severino Lucano, Senise, Teana, Terranova di Pollino, Viggianello.

## Demografia
| Variação demográfica do município entre 1861 e 2011                               |
|                                                                                   |
| Fonte: Istituto Nazionale di Statistica (ISTAT) - Elaboração gráfica da Wikipedia |